# 頰條石斑魚
頰條石斑魚，為輻鰭魚綱鱸形目鱸亞目鮨科的其中一種，分布於西太平洋區，從菲律賓至阿拉弗拉海海域，棲息深度40-235公尺，體長可達35公分，生活在沙泥底質海域，為底棲性魚類，屬肉食性，可做為食用魚。

## 擴展閱讀
維基物種上的相關：頰條石斑魚